# Biladi
Biladi es uno de los seis periódicos de Mauritania, cuya primera edición salió a la calle el 17 de febrero de 2008 tras la ley de libertad de prensa y cuyo director es Moussa Ould Hamed, antes director general de la Agencia Mauritana de Información y Le Calame.
Tiene una tirada de 1500 ejemplares y se edita en francés por la empresa El Bilad. Entre sus perspectivas futuras se encuentran una edición en árabe, la puesta en funcionamiento de una radio independiente y la creación de un centro de estudios políticos.